# Leandro (ur. 1980)
Leandro Lessa Azevedo (ur. 13 sierpnia 1980) – brazylijski piłkarz występujący na pozycji napastnika.

## Kariera klubowa
Od 1999 do 2013 roku występował w klubach Botafogo, Corinthians Paulista, Lokomotiw Moskwa, Goiás EC, Fluminense FC, São Paulo, Tokyo Verdy, Grêmio, CR Vasco da Gama, Comercial i Fortaleza.